# Liane Buhr
Liane Buhr (* 11. März 1956 in Pritzwalk als Liane Weigelt) ist eine ehemalige Ruderin aus der DDR. Sie gewann 1976 und 1980 olympisches Gold im Doppelvierer.

## Leben
Liane Weigelt siegte als Steuerfrau 1972 bei der Spartakiade mit dem gesteuerten Vierer und mit dem Achter. 1973 steuerte sie den Achter der SG Dynamo Potsdam auf den dritten Platz bei den DDR-Meisterschaften. Bei den Ruder-Weltmeisterschaften 1974 in Luzern standen erstmals Frauenwettbewerbe auf dem Weltmeisterschaftsprogramm. Im gesteuerten Doppelvierer saßen Sybille Tietze, Jutta Lau, Ursula Wagner, Roswietha Reichel und Liane Weigelt als Steuerfrau, diese fünf Ruderinnen gewannen den ersten Weltmeistertitel in dieser Bootsklasse. 1975 ruderte Anke Grünberg für Sybille Tietze, Ursula Wagner und Roswietha Reichel hießen nach Heirat Ursula Unger und Roswietha Zobelt. Grünberg, Lau, Unger, Zobelt und Weigelt siegten bei den DDR-Meisterschaften und auch bei den Weltmeisterschaften in Nottingham. Bei den Olympischen Spielen 1976 in Montreal hatte das Frauenrudern seine olympische Premiere. Ursula Unger war durch Viola Poley ersetzt worden, Anke Grünberg hieß nach Heirat Anke Borchmann. Der DDR-Doppelvierer mit Borchmann, Lau, Poley, Zobelt und Weigelt siegte bei den Olympischen Spielen, und so hatte Liane Weigelt im Alter von 20 Jahren zwei Goldmedaillen bei Weltmeisterschaften und eine bei Olympischen Spielen gewonnen.
Nach dem Olympiasieg unterbrach Liane Weigelt ihre sportliche Laufbahn, sie begann ein Medizinstudium und heiratete. Bei den DDR-Meisterschaften 1978 steuerte sie den Doppelvierer mit Jutta Lau und Sybille Tietze nur auf den zweiten Platz hinter dem Boot mit Anke Borchmann und Roswietha Zobelt. Nachdem die DDR-Skullboote bei den Weltmeisterschaften 1978 nur im Einer eine Medaille gewonnen hatten, wurde 1979 der Doppelvierer mit routinierten Ruderinnen zusammengesetzt, in dem Liane Buhr wieder die Steuerfrau war. Sybille Tietze, Christine Röpke, Jutta Lau und Roswietha Zobelt gewannen bei den DDR-Meisterschaften und waren auch bei den Weltmeisterschaften in Bled erfolgreich. Im Jahr darauf war Jutta Ploch für Christine Röpke im Boot, Sybille Tietze hieß jetzt Sybille Reinhardt. In der Besetzung Sybille Reinhardt, Jutta Ploch, Jutta Lau, Roswietha Zobelt und Liane Buhr siegte der Doppelvierer auch bei den Olympischen Spielen 1980 in Moskau, für Lau, Zobelt und Buhr war es der zweite Olympiasieg.
Liane Buhr ist Allgemeinärztin in Fichtenwalde.

## Auszeichnungen (Auswahl)
- 1974 – Vaterländischer Verdienstorden in Bronze
- 1976 – Vaterländischer Verdienstorden in Silber[3]
- 1980 – Vaterländischer Verdienstorden in Gold